# Lord-lieutenant du East Riding of Yorkshire
Ceci est une liste de personnes qui ont servi comme Lord Lieutenant du East Riding of Yorkshire. L'office a été établi après la Restauration anglaise en 1660, quand un Lord Lieutenant a été nommé pour le East Riding of Yorkshire. Depuis 1721, tous les Lord Lieutenants ont été également Custos Rotulorum of the East Riding of Yorkshire, et pour une partie de la période également Lieutenances de la ville et du comté de la ville de Kingston upon Hull. Elle a été abolie le 31 mars 1974 avec la création du comté de Humberside, mais a été recréée après l'abolition de Humberside le 1er avril 1996.

## Lord Lieutenants du East Riding of Yorkshire jusqu'en 1974
- John Belasyse (1er baron Belasyse) 26 juillet 1660 – 12 avril 1673
- James Scott (1er duc de Monmouth) 12 avril 1673 – 20 décembre 1679
- John Sheffield 3e comte de Mulgrave 20 décembre 1679 – 17 novembre 1682
- Charles Seymour 6e duc de Somerset 17 novembre 1682 – 13 octobre 1687
- John Sheffield 3e comte de Mulgrave 13 octobre 1687 – 5 octobre 1688
- Henry Cavendish (2e duc de Newcastle) 5 octobre 1688 – 26 mars 1689
- William Pierrepont (4e comte de Kingston-upon-Hull) 26 mars 1689 – 17 septembre 1690
- Thomas Osborne (1er duc de Leeds) 21 mars 1691 – 11 août 1699
- John Holles 1er duc de Newcastle) 11 août 1699 – 15 juillet 1711
- vacant
- Peregrine Osborne (2e duc de Leeds) 29 mars 1713 – 16 décembre 1714
- Rich Ingram (5e vicomte d'Irvine) 16 décembre 1714 – 10 avril 1721
- William Pulteney (1er comte de Bath) 7 décembre 1721 – 15 juillet 1728
- Arthur Ingram (6e vicomte d'Irvine) 15 juillet 1728 – 30 mai 1736
- Sir Conyers Darcy juillet 1736 – 22 février 1738[1]
- Henry Ingram (7e vicomte d'Irvine) 22 février 1738 – 4 avril 1761
- vacant
- Francis Osborne (5e duc de Leeds) 1er août 1778 – 22 mars 1780
- Frederick Howard (5e comte de Carlisle) 22 mars 1780 – 8 avril 1782
- Francis Osborne (5e duc de Leeds) 8 avril 1782 – 31 janvier 1799
- Frederick Howard, 5e Comte de Carlisle 1er mars 1799 – 29 septembre 1807
- Henry Phipps (1er comte de Mulgrave) 29 septembre 1807 – 10 septembre 1824
- George Howard (6e comte de Carlisle) 10 septembre 1824 – 31 janvier 1840
- Paul Thompson (1er baron Wenlock) 31 janvier 1840 – 18 juin 1847
- George Howard (7e comte de Carlisle) 18 juin 1847 – 5 décembre 1864
- Beilby Lawley (2e baron Wenlock) 6 décembre 1864 – 6 novembre 1880
- Marmaduke Constable-Maxwell, 11e Lord Herries 21 décembre 1880 – 6 octobre 1908‡
- Charles Wilson, 2e baron Nunburnholme 14 novembre 1908 – 15 août 1924‡
- Robert Wilfrid de Yarburgh-Bateson, 3e baron Deramore 30 décembre 1924 – 1er avril 1936‡
- Michael Willoughby (11e baron Middleton) 8 juin 1936 – 17 avril 1968‡
- Charles Wood, 2e comte de Halifax 17 avril 1968 –  31 mars 1974 †

Cette position est abolie le 31 mars 1974 par le Local Government Act 1972 et rétabli en 1996.
‡Le lieutenant de Sa Majesté et dans la circonscription est du comté d'York et la ville et le comté de la ville de Kingston-upon-Hull
† Devenu Lord Lieutenant du Humberside le 1er avril 1974.

## Lord Lieutenants du East Riding of Yorkshire depuis 1996
- Richard Marriott, Esq. CVO TD 1er avril 1996 – 19 décembre 2005[2]
- The Hon Mrs Susan Cunliffe-Lister, 19 décembre 2005 – present[3]

## Deputy Lieutenants
Deputy Lieutenants traditionnellement soutenu le Lord-Lieutenant. Il pourrait y avoir plusieurs deputy lieutenants à tout moment, selon la population du comté. Leur nomination ne prend pas fin avec le changement de Lord-Lieutenant, mais ils ont habituellement pris leur retraite à l'âge de 75 ans.
- Alexander Wentworth Macdonald Bosville, Bt. 22 mars 1901 [4]
- Walter George Raleigh Chichester Constable 23 avril 1901[5]
- Colonel Charles Henry Milburn comme Deputy Lieutenant du East Riding of Yorkshire et la City and County of Kingston upon Hull, 13 avril 1915[6]